# Zéménafla-V
Zéménafla-V est une localité du centre-ouest de la Côte d'Ivoire et appartenant au département de Sinfra, dans la Région de la Marahoué. La localité de Zéménafla-V est un chef-lieu de commune.